# Bom Senso F.C.
Bom Senso F.C. foi um movimento criado em 2013 por jogadores de grandes clubes de futebol do Brasil, que cobrava melhores condições no futebol brasileiro. O término foi anunciado em julho de 2016 pelo diretor-executivo, Enrico Ambrogini.
É tido como o primeiro movimento da história do futebol do Brasil em que manifestações dos jogadores foram levadas sem intermediários para os mandatários do futebol brasileiro.
Com o lema "Bom Senso F.C., por um futebol melhor para quem joga, para quem torce, para quem transmite, para quem patrocina, para quem apita", a mobilização teve como estopim a divulgação do calendário do futebol brasileiro de 2014, que, por ser ano de Copa do Mundo, terá um tempo curto para a pré-temporada e, consequentemente, para as férias dos jogadores. Após o surgimento do grupo, as federações estaduais de futebol, e a Rede Globo (detentora dos direitos de transmissão dos campeonatos), definiram que as competições começarão uma semana depois do que havia sido divulgado pela CBF.
| “ | "Nós estamos defendendo algo que é em benefício de todos. Tentamos apresentar benefícios para a televisão, que é quem banca o futebol, e para as instituições." | ” |

O movimento colheu mais de 300 assinaturas entre atletas dos principais clubes brasileiros, e determinou cinco pontos básicos a serem discutidos com a CBF: calendário do futebol nacional, férias dos atletas, período adequado de pré-temporada, fair-play financeiro (trata da questão de dívidas dos clubes para com os atletas) e participação nos conselhos técnicos das entidades que regem o futebol. Porém, foi descartado manifestações via greve.

## Manifesto
"Hoje, dia 30 de setembro de 2013, reunimos pela primeira vez parte do grupo signatário do movimento Bom Senso F.C., que já conta com o apoio de mais de 300 atletas das Séries A e B do Campeonato Brasileiro.
O encontro contou com a presença de 20 jogadores de vários clubes do país e teve como objetivo definir propostas centrais para questões que têm repercutido no rendimento dos atletas e na qualidade do nosso futebol, tais como:
1- Calendário do futebol nacional
3- Período adequado de pré-temporada
4- Fair Play Financeiro
5- Participação nos conselhos técnicos das entidades que regem o futebol
Ao fim da reunião, um documento foi assinado por todos os atletas presentes. O mesmo será encaminhado para a CBF requisitando um encontro para que possam ser debatidos os temas acima, visando benefícios ao futebol brasileiro."
Bom Senso Futebol Clube, Por um futebol melhor. Para quem joga, Para quem torce, Para quem transmite, Para quem patrocina. Para quem apita. Por um futebol melhor para todos.

## Manifestações
Após o desinteresse da CBF, os atletas fizeram algumas manifestações, a saber:
- Na 38.ª rodada, os jogadores dos 20 times da Série A deram abraços coletivos antes dos jogos.[8]
- Na 34.ª rodada da série A do Campeonato Brasileiro de 2013, os jogadores dos dois times (em nove dos dez jogos) ficaram parados por 30 segundos, com os braços cruzados, em protesto silencioso.[8]
- Na partida entre São Paulo e Flamengo, válida pela 34.ª rodada, o árbitro Alício Pena Júnior ameaçou aplicar cartão amarelo em todos os jogadores caso resolvessem retardar o início de jogo. Foi aí que tiveram a ideia de tocarem a bola de lado, mas parados.[9]

## Críticas
O jornalista Vitor Sérgio Rodrigues apoia o movimento com críticas. Segundo ele, ao se colocarem como vítimas, eles manipulam a opinião pública a seu favor. Assim, a moral dada a eles é nociva ao próprio “movimento”, pois tira a visão da realidade e os fazem pensar que os “protestos” são o suprassumo do engajamento esportivo mundial.
O ex-jogador Carlos Alberto Torres afirmou que o pedido dos atletas é legítimo, mas exagerado. Ele criticou o foco do movimento. Segundo ele, o movimento "é legítimo, mas acho um pouco exagerado. Não tive o trabalho de conferir o número de jogos na Europa, mas não fica muito longe do que temos aqui. Na minha opinião o problema principal são os deslocamentos." Já o ex-jogador Ronaldo "Fenômeno" elogiou o movimento, mas sugeriu um debate mais amplo: Segundo ele, o movimento "não citou ainda nada sobre o futebol feminino, não discutiu nada sobre os jogadores do passado, muitos deles se encontram em dificuldades. Isso é só o início da discussão."
Uma outra crítica foi feita também pelo ex-jogador Vampeta. Para ele, os participantes do grupo ganham salários acima da média nacional e por isso não devem exigir um menor número de jogos. Disse ainda acreditar que nada mudará no futebol brasileiro por causa do movimento.

## Inspiração para outras manifestações
- No dia 30 de agosto de 2011, o jogo de basquete "Bauru x Franca", realizado no Ginásio Pedrocão, em Franca, as equipes gastaram duas posses de bola, cada uma, em protesto contra o calendário do basquete nacional, que não é casado entre os eventos do NBB e do basquete paulista.[14]
- Inspirados no Bom Senso, atletas da Superliga Brasileira de Voleibol Masculino estudaram internamente maneiras de expor suas insatisfações com atraso de salários em várias equipes do campeonato.[15]

## Término
Três anos depois de sua criação, em 2016, o grupo Bom Senso FC chegou ao fim.